# Василиј Аксјонов
Василиј Павлович Аксјонов (рус. Васи́лий Па́влович Аксёнов; Казањ, 20. август 1932 — Москва, 6. јул 2009) био је совјетски и руски романописац. На Западу је постао познат као аутор (Опекотине из 1975.) и Генерација зиме (Московскаа сага из 1992.), породичне саге која прати три генерације породице Градов између 1925. и 1953.

## Детињство
Василиј Аксјонов је рођен у породици Павела Аксјонова и Јевгеније Гинзбург у Казању, 20. августа 1932. године. Његова мајка, Јевгенија Гинзбург, била је успешан новинар и педагог, а његов отац Павел Аксјонов је имао висок положај у администрацији Казања. Оба родитеља „били су истакнути комунисти“. Године 1937, међутим, обоје су ухапшени и суђено им је због наводне везе са троцкистима. Обоје су послати у Гулаг, а затим у прогонство, и „сваки су служили по 18 година, али су изузетно преживели“. „Касније је Јевгенија дошла до изражаја као ауторка чувених мемоара У вихору, који документују бруталност стаљинистичке репресије.
Аксјонов је остао у Казању са својом дадиљом и баком све док га НКВД није ухапсио као сина „народних непријатеља“ и послао у сиротиште, а да породици није дао никакве информације о томе где се налази.  Аксјонов је „остао [тамо] све док га 1938. није спасио ујак, са чијом породицом је остао све док му мајка није пуштена у изгнанство, пошто је одслужила 10 година принудног рада. Године 1947. Василиј јој се придружио у егзилу у озлоглашеном Магадану, затворској области у области Колима, где је завршио средњу школу. Василијев полубрат Алексеј (из првог брака Гинзбургове са Дмитријем Федоровим) умро је од глади у опкољеном Лењинграду 1941. године.
Његови родитељи, видевши да лекари имају најбоље шансе да преживе у логорима, одлучили су да Аксјонов пређе на медицинску професију. „Зато је уписао Казански универзитет и дипломирао 1956. године на Првом државном медицинском универзитету Павлова у Санкт Петербургу“ и радио као лекар наредне 3 године. Док је био студент медицине, био је под присмотром КГБ-а, који је почео да припрема досије против њега. Вероватно би био ухапшен да није интервенисала либерализација која је уследила после Стаљинове смрти 1953. године.

## Каријера
Наводно, „током либерализације која је уследила после Стаљинове смрти 1953, Аксјонов је дошао у контакт са првим совјетским контракултурним покретом хипстера у зут оделима званим стилиаги (они „са стилом“)“. Као резултат,
Заљубио се у њихов жаргон, моду, слободоумни стил живота, плес и посебно њихову музику. Од овог тренутка почиње његова доживотна романса са џезом. Показало се да је интересовање за његов нови миље, западну музику, моду и књижевност променило живот Аксјонова, који је одлучио да се посвети хроници свог времена кроз књижевност. Остао је пажљив посматрач младости, са њеним стиловима, покретима и трендовима који се стално мењају. Као ниједан други совјетски писац, био је усредсређен на развој и промене у популарној култури. 
Године 1956. „открио” га је и најавио совјетски писац Валентин Катаев за своју прву публикацију, у либералном часопису Омладина. „Његов први роман, Колеге (1961), заснован је на његовим искуствима као лекара. „Његово друго дело, Улазница за звезде (1961), која приказује живот совјетских младих хипстера, учинила га је славном личношћу преко ноћи.
Током 1960-их Аксјонов је био чест сарадник популарног часописа Јуност („Омладина“) и на крају је постао писац. Аксјонов је тако наводно постао „водећа фигура у покрету такозване „прозе младих“ и миљеник совјетске либералне интелигенције и њених западних присталица: његови списи су били у изразитој супротности са суморном, социјалистичко-реалистичком прозом тог времена“. „Аксјоновови ликови су говорили на природан начин, користећи се модерним језиком, ишли су у барове и плесне сале, имали предбрачни секс, слушали џез и рокенрол и журили се да освоје пар цоол америчких ципела. „Постојао је осећај свежине и слободе у његовим списима, сличан оном који је произашао из снимака америчког џеза и попа на црном тржишту. „Убрзо је постао један од неформалних вођа Шестидесјатники – што се отприлике преводи као „генерација 60-их“ – групе младих Совјета који су се одупирали културним и идеолошким ограничењима Комунистичке партије. „Било је невероватно: одгајали су нас као роботе, али смо почели да слушамо џез“, рекао је Аксјонов у документарцу о њему из 2007.
За све своје муке, Аксјонов,
 као прозни стилиста, био је на супротном полу од господина Солжењицина, постајући симбол младалачког обећања и прихватајући моду и џез уместо да се задржава на беди гулага. На крају, међутим, он је делио судбину г. Солжењицина у егзилу из Совјетског Савеза.
Солжењицин је све радио само да се извуче из затвора, а Аксјонов је млада особа чија је мајка изашла и он заправо сада може да живи свој живот, рекла је Нина Л. Хрушчова, унука Никите Хрушчова и пријатељ Аксјонових која предаје међународне послове у Новој школи (New School) Њујорку. Било је важно имати светло Аксјонова, то светло личне слободе и личног самоизражавања.

Међутим, како Марк Јофе напомиње у Аксјоновом некрологу, његов „отворени проамериканизам и либералне вредности на крају су довели до проблема са КГБ-ом“. „А његово ангажовање 1979. у независном часопису Метропол довело је до отворене конфронтације са властима. Његова следећа два прослављена дисидентска романа, Опекотина и Острво Крим, нису могла бити објављена у СССР-у. „Први је истраживао тежак положај интелектуалаца у комунизму, а други је био замишљање о томе какав би живот могао бити да је бели покрет одбио бољшевике 1917.
„Када је The Burn објављен у Италији 1980. године, Аксјонов је прихватио позив да он и његова супруга Маја напусте Русију и оду у САД. „Убрзо након тога, одузето му је совјетско држављанство, повративши га тек 10 година касније током Горбачовљеве перестројке.
„Аксјонов је провео наредне 24 године у Вашингтону и Вирџинији, где је предавао руску књижевност на Универзитету Џорџ Мејсон. „Он је [такође] предавао књижевност на бројним [другим] америчким универзитетима, укључујући Универзитет Јужна Калифорнија и Гаучер Колеџ у Мериленду... [и] радио је као новинар за Радио Либерти.“
„Наставио је да пише романе, међу којима је била амбициозна Генерације зиме (1994.), вишегенерацијска сага о совјетском животу која је постала успешна руска ТВ мини-серија. Такозвана " Московска сага, [ова 1994.] епска трилогија... описује животе три генерације совјетске породице између бољшевичке револуције 1917. и Стаљинове смрти 1953. године." ТВ мини-серија се састојала од 24 епизоде и емитована је на руској телевизији 2004. „[Године 1994.] такође је добио руску Букерову награду, највећу руску књижевну награду, за свој историјски роман Волтерски мушкарци и жене, о сусрету између чувеног филозофа Волтера и царице Катарине Велике.
„Године 2004. настанио се у Бијарицу и ређе се враћао у САД, делећи време између Француске и Москве. Његов роман Москва-ква-ква (2006.) објављен је у московском часопису Октјабр.
„Аксјонов је преведен на бројне језике, а у Русији је остао утицајан“. Поред писања романа, познат је и као аутор песама, повремено извођених као солистичке песме. Наводно је био „заувек хипстер [и] навикао да буде у авангарди, било у моди или књижевним иновацијама“. Описивали су га као „живописног човека, са својим заштитним знаком бркова, елегантним оделима, скупим аутомобилима и љубављу према великим градовима, фином вину и доброј храни“.
Дана 6. јула 2009. преминуо је у Москви у 76. години 

## Политичко гледиште
Василиј Аксјонов је био убеђени антитоталитарист. На представљању једног од својих последњих романа, изјавио је: „Ако се у овој земљи поново почне подизати статуе Стаљину, морам да одбацим своју родну земљу. Ништа друго не остаје.“

## Новеле
Његови други романи укључују:
- Колеге (Коллеги, 1960.)
- Улазница за звезде (Звёздный билет, 1961.)
- Наранџе из Марока (Апельсины из Марокко, 1963.)
- Време је, пријатељу мој, време је (Пора, мой друг, пора, 1964.)
- Штета што ниси с нама (Жаль, что вас не было с нами, 1965.)
- „На пола пута до месеца“ (На полпути к Луне, 1966.)
- Преоптерећене бачве за паковање (Затоваренная бочкотара, 1968.)
- „Мој деда је споменик“ (Мой дедушка — памятник, 1970.)
- "Љубав за струјом" (Любовь к электричеству, 1971.)
- У потрази за полом (В поисках жанра, 1972.)
- Наш златни комад метала (Золотая наша Железка, 1973.)
- "Ожог", 1975.
- Превод Е.Л. Докторовог дела Ragtime на руски (1976.) [23]
- Острво Крим (Остров Крым, 1979.)
- „Челична птица и друге приче“ (Стальная Птица и Другие Рассказы, 1979.)
- "Папирни пејзаж" (Бумажный пейзаж, 1982.)
- Кажи изум (Скажи изюм, 1983.)
- У потрази за меланхоличном бебом (В поисках грустного бэби, 1987.)
- Жуманце од јајета (написано на енглеском, превод аутора на руски — Желток яйца, 1989.)
- Генерације зиме (енглеско издање "Московская сага", 1994). Random House.  0-394-56961-X .
- The New Sweet Style (Новый сладостный стиль, 1998.)
- "Cesarean" ("Кесарево свећение", 2000)
- Волтеријски мушкарци и жене (Вольтерьанци и вольтерьанки, 2004. – добитник руске Букерове награде).
- Москва Ква-Ква, 2006.
- Ретке земље (Редкие земли, 2007.)

## Позориште
- Колеге 1959
- Увек у продаји 1965
- Дуел 1969
- Четири темперамента објављена у Књижевном алманаху „Метропол“, Њујорк и Лондон (1979)  0-393-01438-X

## Књижевност
- „Песник Василиј Аксјонов“ есеј 1980. и теза Херберта Ганчахера за стицање академског звања „Master of Arts“ на Академији, данас Универзитет за музику и сценске уметности, Грац, Ре/1653/1988, јул 1988.
- "Живот 'У горућој кожи'" есеј Јиргена Серкеа у "Забрањени песници", Хамбург (1982)  3-8135-0826-9